# Barylypa siccata
Barylypa siccata är en stekelart som beskrevs av Dasch 1984. Barylypa siccata ingår i släktet Barylypa och familjen brokparasitsteklar. Inga underarter finns listade.